# Helma Sjuts
Helma Sjuts (* 29. Januar 1919; † 4. September 2008) war eine deutsche Ballonfahrerin, Realschuldirektorin und Kommunalpolitikerin. Sie gilt als erfolgreichste Gasballonfahrerin der Welt.

## Leben, Wirken und Leistungen
Die frühere Realschuldirektorin der Paul-Gerhardt-Realschule in Münster hatte 1939 mit dem Segelflug begonnen. 1969 erlebte sie ihre erste Ballonfahrt, ihren Luftfahrerschein machte sie am 23. Oktober 1979 und war seit diesem Jahr auch Ballonmeisterin. Mehr als 1140 Fahrten mit 6400 Fahrstunden bei mehr als 100.000 zurückgelegten Kilometern machten sie zur erfolgreichsten Gasballönerin der Welt und zu einer der drei erfolgreichsten Ballonfahrer überhaupt. Sie erreichte zahlreiche Wettbewerbssiege, Rekorde und Auszeichnungen. Ein besonderes Rekordjahr war 1974, als sie 174 Stunden und 49 Minuten in der Luft war und dabei eine Strecke von 4046 km zurücklegte. Die dabei längste Zeit, die sie in der Luft war, waren 13 Stunden und 12 Minuten, die maximal zurückgelegte Distanz waren 322 km. Im Schnitt war sie damit fünf Stunden und 50 Minuten in der Luft und legte dabei 135 km zurück. Bis heute sind dies unerreichte Zahlen von Pilotinnen. 2000 gab sie ihre Pilotenlizenz zurück. Zu diesem Zeitpunkt rangierte sie mit 1140 Ballonstarts auf den vordersten Plätzen der Weltrangliste.
Sjuts war Mitglied des Freiballonsportverbands Münster/Münsterland, von 1976 bis 1988 auch Vorsitzende des Vereins und langjährige Ausbildungsleiterin. 1987 wurde sie Deutsche Meisterin mit dem Gasballon. Bei den Gasballon-Weltmeisterschaften erreichte sie 1986 in Glendale als Co-Pilotin Rang acht, danach wurde sie als Pilotin 1988 in Augsburg 16., 1990 in Tyndall Achte und 1992 in Obertraun Sechste. Beste Resultate beim Gordon-Bennett-Cup waren sechste Ränge 1988 in Bregenz und 1990 in Lech.
1988 spielte sie eine Gastrolle in der ZDF-Serie Löwenzahn mit Peter Lustig in der Folge Peter geht in die Luft. Sie trug in der Folge ihren realen Namen Helma Sjuts (spielte sich also selbst) und sollte mit Peter Lustig über das Münsterland fahren. In Wirklichkeit wurden die Aufnahmen nur zum Teil im Münsterland gedreht, der Rest in der Gatower Heide bei Berlin, die damals noch in der DDR lag. 2003 erschien ihr autobiografisches Buch Ein Leben im Ballon.
Helma Sjuts hatte sich auch in der Kommunalpolitik engagiert und war Ratsfrau für die CDU. Sie lebte in Münster-Hiltrup.

## Ehrungen
1974 erhielt Sjuts das Diplôme de Montgolfier, die höchste Auszeichnung in der internationalen Sportluftfahrt. Ein Jahr später erhielt sie den Silbernen Ehrenteller des Deutschen Aero Clubs, 1990 das Silberne Lorbeerblatt aus den Händen Richard von Weizsäckers. In Münster-Hiltrup ist ein Weg nach ihr benannt.
2003 wurde sie in die Hall of Fame der Fédération Aéronautique Internationale aufgenommen.